# Kötzschenbroda (Gemarkung)
Die Gemarkung Kötzschenbroda ist eine der Gemarkungen der sächsischen Stadt Radebeul. Sie trägt den sächsischen Gemarkungsschlüssel 3063. Im Gegensatz zu den anderen Radebeuler Gemarkungen, wo die Gemarkung auch mit dem jeweiligen Stadtteil übereinstimmt, besteht die Gemarkung Kötzschenbroda aus Kötzschenbroda mit Kötzschenbroda Oberort, dazu dazwischen Niederlößnitz sowie aus dem von Kötzschenbroda eingeschlossenen Fürstenhain.
In der historischen Betrachtung entspricht die Flur dieser Gemarkung etwa dem Zustand vor 1839, bevor die Niederlößnitzer Weinbergsflur aus dem Kötzschenbrodaer Gebiet herausgelöst wurde und der Oberort entstand. Korrigiert werden muss dieser zeitliche Zustand um die infolge der Gemeindereform von 1838 angeordnete Tatsache, dass das vorher selbstständige Fürstenhain ab 1839 zu klein für eine eigene Gemeindeverwaltung war und daher als teilselbstständige Gemeinde von Kötzschenbroda aus verwaltet wurde.